# كارل أولوف نيلن
كارل أولوف نيلن (بالسويدية: Olof Nylén)‏ مواليد 30 يونيو 1892 في أوبسالا - الوفاة 2 أكتوبر 1978 في السويد، كان طبيب أنف وأذن وحنجرة وأيضا لاعب كرة مضرب سويدي. سبق أن شارك في دورة الألعاب الأولمبية الصيفية وذلك في سنة 1912. فاز ببعض البطولات السويدية في الفردي والزوجي، وعام 1917 كان تم اختياره كأفضل لاعب في السويد.

## روابط خارجية
- كارل أولوف نيلن على موقع الاتحاد الدولي لكرة المضرب (الإنجليزية)
- كارل أولوف نيلن على موقع اللجنة الأولمبية الدولية (الإنجليزية)
- كارل أولوف نيلن على موقع أوليمبيديا (الإنجليزية)
- كارل أولوف نيلن على موقع اللجنة الأولمبية السويدية (السويدية)